# Ocha ni gosu.
Ocha ni gosu. (お茶にごす。?) è un manga shōnen giapponese creato da Hiroyuki Nishimori. In Giappone è stato serializzato sulla rivista Weekly Shōnen Sunday dal #18 del 2007 al #35 del 2009.

## Trama
La storia segue le vicende del giovane liceale Masaya Funabashi, meglio conosciuto con il soprannome di Devil Ma-kun, il quale, per poter creare una nuova immagine di sé, decide di unirsi al Club della cerimonia del tè.

## Personaggi
Masaya Funabashi
Conosciuto col soprannome di "Devil Ma-kun", sta cercando di ricrearsi un'immagine dopo essere stato etichettato come delinquente alle scuole medie a causa del suo aspetto, che gli causò molti scontri. Perciò cerca di unirsi ad uno dei club della scuola, ma l'unico che lo accetta è il club di tè.
Wataru Yamada
Compagno di misfatti di Masaya. Si conoscono sin dalle elementari, e anch'egli vanta una reputazione da combinaguai.
Naomi Anazaki
Il capo del Club della cerimonia del tè, è di mentalità aperta, e accetta immediatamente il desiderio di Masaya di cambiare la sua immagine.